# 마르가리타 테레사 데 에스파냐 왕녀
스페인의 마르가리타 테레사(스페인어: Margarita Teresa de España, 독일어: Margarita Teresa von Spanien, 1651년 8월 12일 ~ 1673년 3월 12일)는 신성 로마 제국의 황제 레오폴트 1세의 첫 번째 아내이다. 스페인 국왕 펠리페 4세와 그의 두 번째 왕비 오스트리아의 마리아나 사이에서 태어난 딸로, 카를로스 2세의 누나이다. 화가 디에고 벨라스케스의 명작 《시녀들》의 주인공으로 알려져 있기도 하다. 마르가리타 테레사는 태어난 지 얼마 되지 않아 외숙부 레오폴트 1세와의 결혼이 결정되었고 펠리페 4세는 궁정 화가인 벨라스케스에게 오스트리아 궁정에 보낼 딸의 초상화를 그리도록 명했다. 이들 초상화는 현재 빈 미술사 박물관에 소장되어 있다.

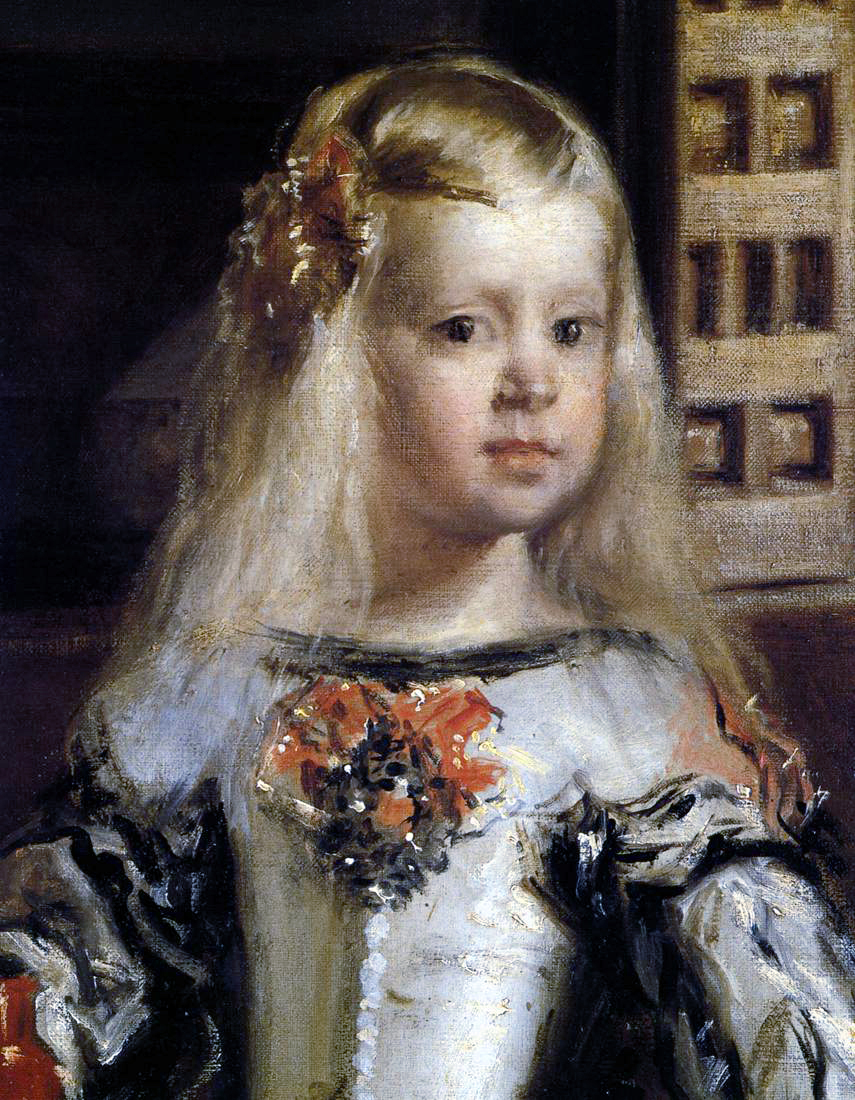
시녀들 중 마르가리타 테레자

1666년 마르가리타 테레사는 레오폴트 1세와 결혼했다. 11살이라는 나이 차에도 불구하고 두 사람의 결혼생활은 원만했다. 6년간의 결혼 생활 동안 네 명의 자녀가 태어났지만 합스부르크 왕가의 오랜 악습인 근친혼의 영향으로 그 중 셋이 요절했다. 마르가리타는 1673년 21세의 나이로 죽었고, 레오폴트 1세는 이듬해 오스트리아의 클라우디아 펠리치타스와 재혼했다.

## 자녀
- 페르디난트 벤첼(1667~1668)
- 마리아 안토니아(1669~1692) 바이에른 선제후비(막시밀리안 2세 에마누엘과 결혼)
- 요한 레오폴트(1670)
- 마리아 안나 안토니아(1672)